# Barbus melanotaenia
Barbus melanotaenia är en fiskart som beskrevs av Stiassny, 1991. Barbus melanotaenia ingår i släktet Barbus och familjen karpfiskar. IUCN kategoriserar arten globalt som akut hotad. Inga underarter finns listade.